# باتريسيو هورتادو
باتريسيو هورتادو هو لاعب كرة قدم إكوادوري، ولد في 9 أغسطس 1970 في Pillaro ‏ في الإكوادور. شارك مع منتخب الإكوادور لكرة القدم. أما مع النوادي، فقد لعب مع إل. دي. يو. كيتو ونادي ديبورتيفو إل ناسيونال.

## مسيرته الكروية
لعب باتريسيو هورتادو خلال مسيرته الاحترافية مع نادِ واحدٍ في موسم واحد وسجل خلالها 9 أهداف ضمن 23 مباراة. ولم يفز بأي موسم بالكأس وفاز في موسم واحد بالدوري.
خاض باتريسيو هورتادو مسيرته مع نادي إل. دي. يو. كيتو ما بين عامي 1999 و2000 لمدة موسم واحد، مشاركًا في 23 مباراة سجل خلالها 9 أهداف.

## وصلات خارجية
- باتريسيو هورتادو على موقع قاعدة بيانات كرة القدم.إي يو (الإنجليزية)
- باتريسيو هورتادو على موقع ناشيونال فوتبول تيمز (الإنجليزية)
- باتريسيو هورتادو على موقع عالم كرة القدم.نت (الإنجليزية)